# Beatrix van Reckhoven
Beatrix van Reckhoven  was abdis van de Abdij van Herkenrode in Hasselt van 1442 tot 1447.

## Biografie

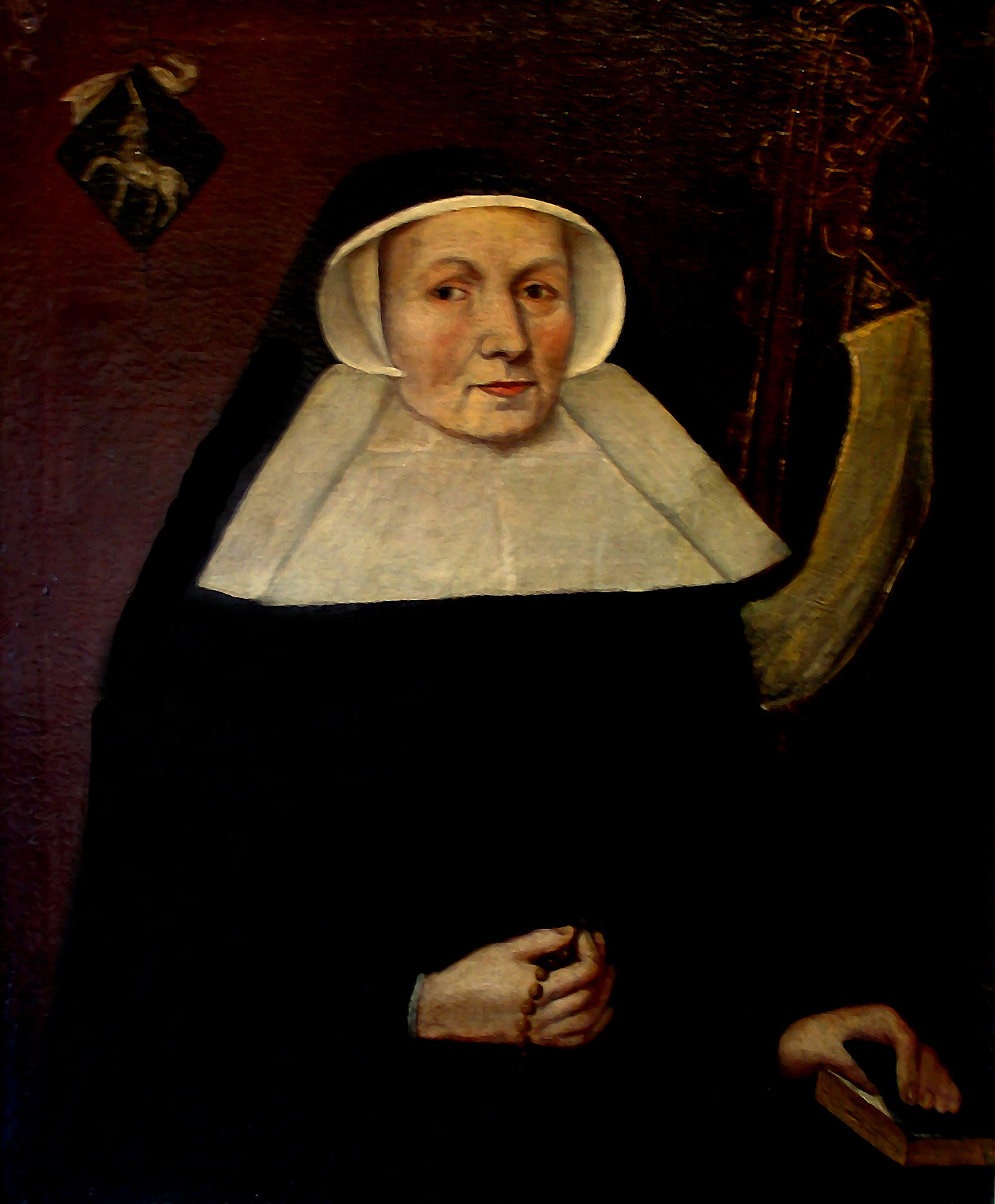
Abdis Beatrix van Reckhoven met wapen linksboven

Beatrix stamde uit een Diests schepengeslacht. Tijdens het bestuur van de abdij was zij betrokken bij het afsluiten van enkele pachtcontracten.

## Portret
Haar portret uit de 17e eeuw (anoniem) wordt bewaard in het museum het Stadsmus te Hasselt. Bovenaan links is haar abdissenschild te zien met een opspringende zilveren eenhoorn. De kromstaf met een wit priaal duidt haar rang van abdis aan.

## Wapen
Haar persoonlijk embleem is een variant op het wapen van de abdij met de opspringende eenhoorn. De blazoenering van haar wapen gaat als volgt:
- In sabel een opspringende eenhoorn in zilver